# SN 2001ah
SN 2001ah – supernowa typu Ia-pec odkryta 27 marca 2001 roku w galaktyce UGC 6211. W momencie odkrycia miała maksymalną jasność 18,30m.